# Прихованоуламкова гірська порода
Прихованоуламкова гірська порода (рос. скрытообломочная горная порода, англ. cryptoclastic rock, нім. kryptoklastisches Gestein n) – гірська порода пелітової структури. 
Характеризується наявністю глинистих порід, які складаються з частинок менше 0,01 мм.